# A.S.D. Union Quinto
Associazione Sportiva Dilettantistica Union Quinto là một câu lạc bộ bóng đá Ý đến từ Quinto di Treviso, Veneto. Đội bóng hiện tại thi đấu ở Eccellenza Veneto.

## Lịch sử
Câu lạc bộ được thành lập vào năm 1937.

## Màu sắc và huy hiệu
Màu sắc của đội là đỏ và xanh.